# Borsodi földvár
A borsodi földvár vagy Borsod vára fa-föld szerkezetű sáncvár az Edelényhez tartozó egykori Borsod településen, Borsod vármegye korábbi központja és névadója.

## Elhelyezkedése
A vár a Bódva bal partján, egy a folyó fölé 15 méterre kiemelkedő dombon található, a mai 27-es főút és a 2615-ös út által közrefogott területen. Nyugatról, északról és keletről a Bódva és annak mocsarai védték.

## Története

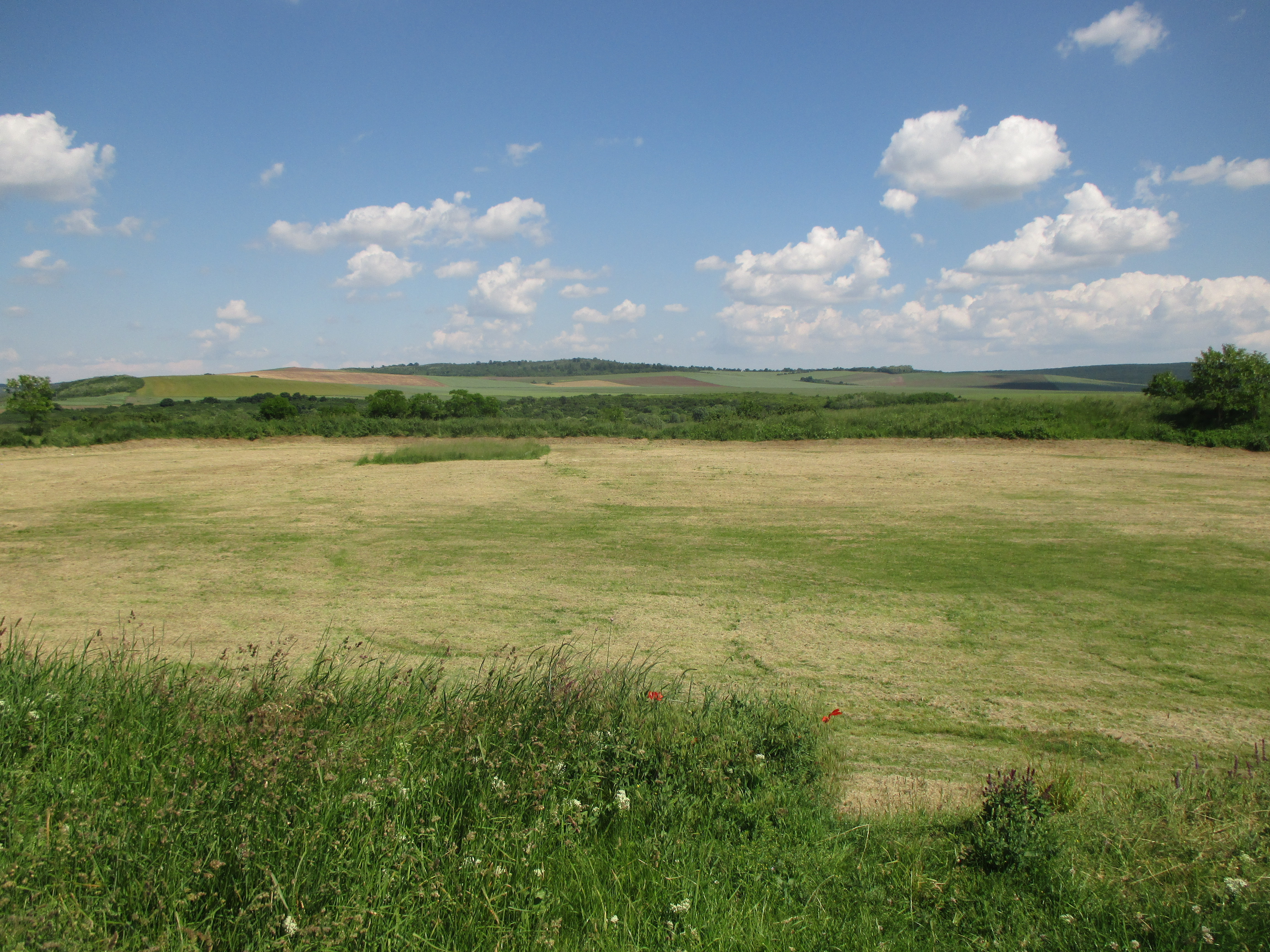
Borsodi földvár

Anonymus Gestájában arról ír, hogy a honfoglalás után Árpád kiküldte Borsot, hogy kémlelje ki a Tátráig terjedő vidéket. Ő ezután a környék népét összegyűjtve arra alkalmas helyen várat épített, melynek a fejedelem ispánjává tette meg (Bors létezéséről semmiféle hiteles adat nem maradt fent). A várat és a vidéket róla nevezték el Borsodnak, ahol a -d kicsinyítőképző, mely a vár kis területére utal. Makkay János szerint az Anonymus előtti magyar nyelvben a -d képző nemcsak kicsinyítést, hanem birtoklást is kifejezhetett, így a várnév jelentése "Borsé" is lehet. A korábbi kutatás elfogadta az Anonymus által sugallt honfoglalás kori eredetet és a vár határvédő szerepét feltételezte. Györffy György szerint Bors jó száz évvel később, az  államalapítás korában élt és a terület  első ispánja lett. A vár is ekkor épülhetett az országból kivezető fontos hadiút mentén és a kialakuló vármegye ispáni központjaként.
Első okleveles említése 1219-ből maradt fenn, amely várnagyát, az itteni börtönőröket és a várhoz tartozó falvakat (Múcsony, Berente) említi. 1230-ban és 1263-ban szintén oklevelek említik Borsod várnagyát. A korábbi kutatás szerint börtönőrök és várnagyok földből épült várakban nem szolgáltak, így a borsodi várat a közeli, kőből épült szendrőládi várral azonosították. A korszak okleveleiben azonban a "castrum" kifejezést építőanyagtól függetlenül használták.
Katonai és igazgatási szerepét valószínűleg a tatárjárás utáni évtizedekben veszítette el. 1334-ben már mint elpusztult erősséget ("földvárnak nevezett árok") említik.

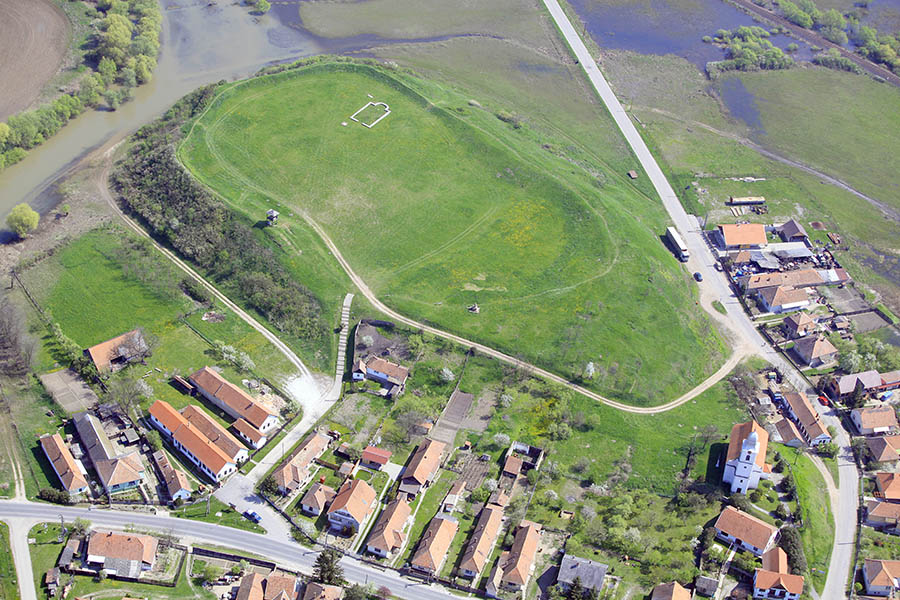
Edelény, borsodi földvár légi felvételen

## Feltárása
A várban 1926-ban szondázó ásatást végeztek, melynek során a sáncok mentén négy méteres mélységig ástak le. A mai református templom közelében egy temetőt találtak, ahonnan kilenc Árpád-kori hajkarika került elő.
A vár újabb kutatása 1987–1999 között zajlott. A kutatás cáfolta azt a nézetet, hogy a vár egy korábbi, őskori erődítmény felhasználásával épült. Nováki Gyula 1988–90-ben két helyen vágta át a sáncot, melynek során sok gerendamaradvány került elő, közöttük elszenesedett darabok is. A sánc építésének két periódusát sikerült megállapítani, de mindkettő egy korábban ott lévő település romjaira épült. A feltárás során cseréptöredékeket, tapasztásdarabokat, örlő- és fenőköveket, vaskapcsot és csontkorcsolyát találtak. A település maradványai a 10. század közepére, a sáncok mindkét építési periódusa a 10. század végére, 11. század elejére datálható.

## Leírása

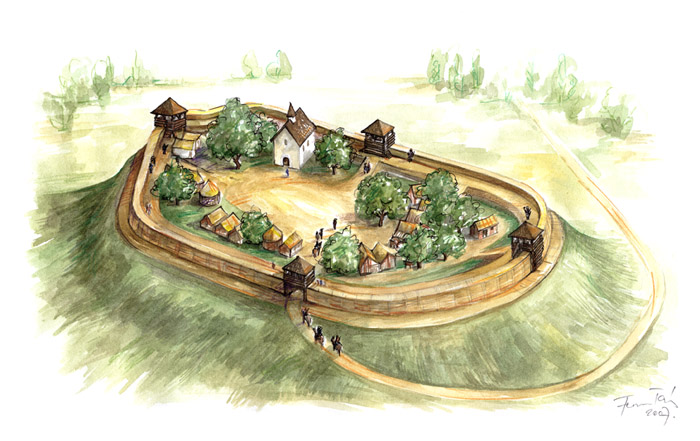
Rekonstrukciós elképzelés

A vár területe a korban megszokott méretnél (3-4 hektár) kisebb, 1,7 hektár. A sáncok ma 5 méterrel emelkednek a vár központi területei fölé, eredeti magasságuk ennél valószínűleg több volt. A sánc szélessége 10 méter, alapját két sor kazetta alkotja, melyeket középen gerendákkal merevítettek. A kazettákat máglyarakás szerűen, gömbfákból építettek, a közöttük lévő területet földdel döngölték. A sánc széle kifelé meredek, befelé rézsűs. Elképzelhető, hogy a sánc tetején sárral bevert vesszőfonatból készült palánk futott körbe. A bejárat valószínűleg a sánc déli részén nyílott.
A vár belsejében egy kora Árpád-kori települést tártak fel, kisméretű házakkal és szabadon álló kemencékkel. A település maradványai a sáncok alatt is megtalálhatóak, építésükhöz is felhasználták őket, vagyis korábbiak a sáncoknál. Így biztosan nem ezek a sáncok látták el a falu védelmét. Minden épületet vastag, vörösre égett agyagréteg fedett, ami a település tűz általi pusztulásának volt eredménye. Az itt talált elszenesedett búza, árpa, köles és borsó magvai, a gyógynövényként gyűjtött zsálya és többféle gyümölcs magvai a népesség táplálkozásáról és életmódjáról is tájékoztatnak. A kerámiatárgyak között nagy számban fordultak elő a Kárpát-medencében ritka bordásnyakú edények is, melyeknek a kutatók ősmagyar eredetét valószínűsítik. Kisebb mennyiségben fémtárgyak, bronzból készült ékszerek is előkerültek, melyekhez hasonlók máshol 10. század közepéről fennmaradt köznépi temetőkben fordulnak elő.
A vár északkeleti oldalán egy kőépület maradványai is előkerültek. Ez egy szabálytalan 5x5 méteres négyszög alaprajzú építmény, melynek falait 80 cm vastag agyagba ágyazott faragott kövekből építették. Ez feltehetőleg a település vezetőjének lakóháza lehetett.
Az épület közelében, részben a sánc alatt 1993-ban egy templom romjai kerültek napvilágra. Ennek hajója 15 méter hosszú, 8 méter széles, szentélye 3,5 méter átmérőjű, patkó alakú. A 80 cm széles falakat nem, csak az ezek alapozásához szükséges árkot, a kiszedett falak helyét, valamint néhol az alapot jelentő, habarcsba rakott köveket találták meg. A szentély közelében egy kőből készült szentelvíztartó és egy kőlap – valószínűleg az oltár –, valamint Salamon-kori pénzérmék kerültek elő. A templom környékén csak egy sírt találtak, viszont itt is egy korábbi település nyomai (kemencék, tűzhelyek, kút) bukkantak fel. A nagy méret és a temető hiánya arra utal, hogy ez lehetett a vármegye vallási életét irányító esperesi templom, míg a falu lakói a sáncokon kívül, a mai református templom helyén álló templomot használták. Ezt egy 11. század második felére keltezhető temető veszi körül.
A falu maradványai alatt két K-Ny irányú, 3-3,5 méter mély és 20 méter széles árok húzódik, melyeknek a faluval és a sáncokkal lévő kapcsolata nem tisztázott, bár egyértelműen korábbi azoknál.